# Cheer Up and Smile
Pour plus de détails, voir Fiche technique et Distribution.
Cheer Up and Smile est un film américain réalisé par Sidney Lanfield, sorti en 1930.

## Synopsis
Pour parfaire l'initiation qui lui permettra d'intégrer une fraternité, Eddie Fripp doit donner un coup de pied au premier homme qu'il rencontre, ce sera un des professeurs, et embrasser la première femme, ce sera une étudiante. Cela cause à la fois son renvoi de l'université et la colère de sa petite amie Margie, qui l'a vu embrasser l'étudiante. Il se rend alors à New York où il trouve du travail comme chanteur au Café Pierre. Une nuit, lors d'un cambriolage, Whispering Jack Smith (en) est mis KO et Eddie est forcé de prendre sa place au micro. Sa voix fait sensation, il devient célèbre et se réconcilie avec Margie.

## Fiche technique
- Titre original : Cheer Up and Smile
- Réalisation : Sidney Lanfield
- Scénario : Howard J. Green, d'après la nouvelle If I Was Alone With You de Richard Connell
- Costumes : Sam Benson
- Photographie : Joseph A. Valentine
- Son : Alfred Bruzlin
- Montage : Ralph Dietrich
- Production associée : Al Rockett
- Société de production : Fox Film Corporation
- Société de distribution : Fox Film Corporation
- Pays d'origine :  États-Unis
- Langue originale : anglais
- Format : noir et blanc — 35 mm — 1,37:1 — son Mono (Movietone)
- Genre : Comédie et film musical
- Durée : 76 minutes
- Date de sortie :
  - États-Unis : 22 juin 1930

## Distribution
- Arthur Lake : Eddie Fripp
- Dixie Lee : Margie
- Olga Baclanova : Yvonne
- Whispering Jack Smith (en) : lui-même
- Johnny Arthur : Andy
- Charles Judels : Pierre
- John Darrow : Tom
- Sumner Getchell (en) : Paul
- Franklin Pangborn : un professeur
- Buddy Messinger : Donald
- Marion Morrison : Roy (non crédité)

## Chansons du film
- The Shindig, Where Can You Be?, The Scamp of the Campus, When You Look in My Eyes, You May Not Like It (But It's a Great Idea) : paroles de Raymond Klages, musique de Jesse Greer